# Article 19 du traité sur l'Union européenne
 (décembre 2016).
Si vous disposez d'ouvrages ou d'articles de référence ou si vous connaissez des sites web de qualité traitant du thème abordé ici, merci de compléter l'article en donnant les références utiles à sa vérifiabilité et en les liant à la section « Notes et références ».
L’article 19 du traité sur l'Union européenne fait partie du Titre III : « Dispositions relatives aux institutions ».

## Disposition
L'article 19 dispose :

« 1. La Cour de justice de l'Union européenne comprend la Cour de justice, le Tribunal et des tribunaux spécialisés. Elle assure le respect du droit dans l'interprétation et l'application des traités.
Les États membres établissent les voies de recours nécessaires pour assurer une protection juridictionnelle effective dans les domaines couverts par le droit de l'Union.
2. La Cour de justice est composée d'un juge par État membre. Elle est assistée d'avocats généraux.
Le Tribunal compte au moins un juge par État membre.
Les juges et les avocats généraux de la Cour de justice et les juges du Tribunal sont choisis parmi des personnalités offrant toutes garanties d'indépendance et réunissant les conditions visées aux articles 253 et 254 du traité sur le fonctionnement de l'Union européenne. Ils sont nommés d'un commun accord par les gouvernements des États membres pour six ans. Les juges et les avocats généraux sortants peuvent être nommés de nouveau.
3. La Cour de justice de l'Union européenne statue conformément aux traités:
a) sur les recours formés par un État membre, une institution ou des personnes physiques ou morales;
b) à titre préjudiciel, à la demande des juridictions nationales, sur l'interprétation du droit de l'Union ou sur la validité d'actes adoptés par les institutions;
c) dans les autres cas prévus par les traités. »